# Capela de Nossa Senhora da Nazaré de Cortegaça

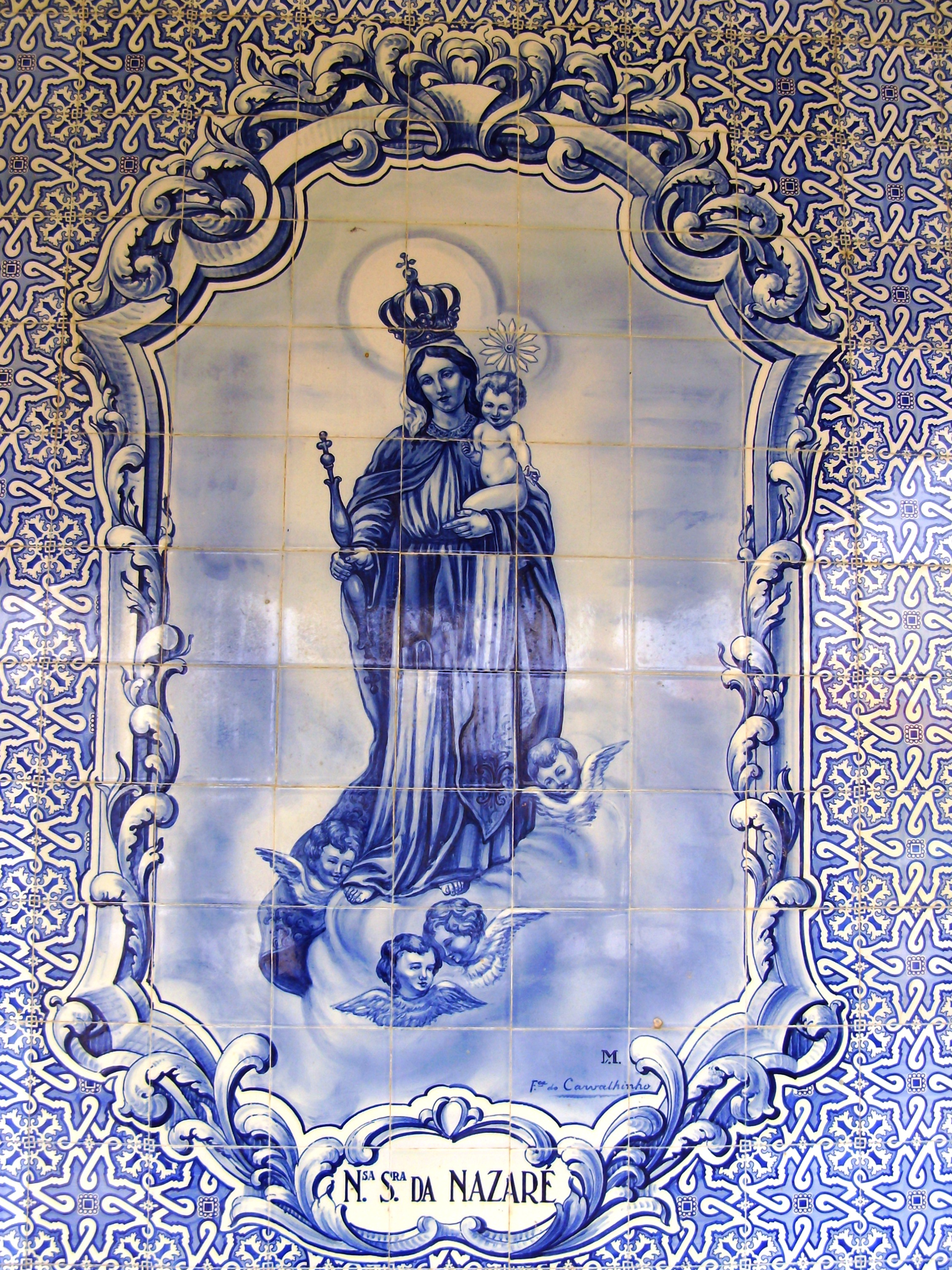
Capela de N. Sra. da Nazaré: N. Sra. da Nazaré.

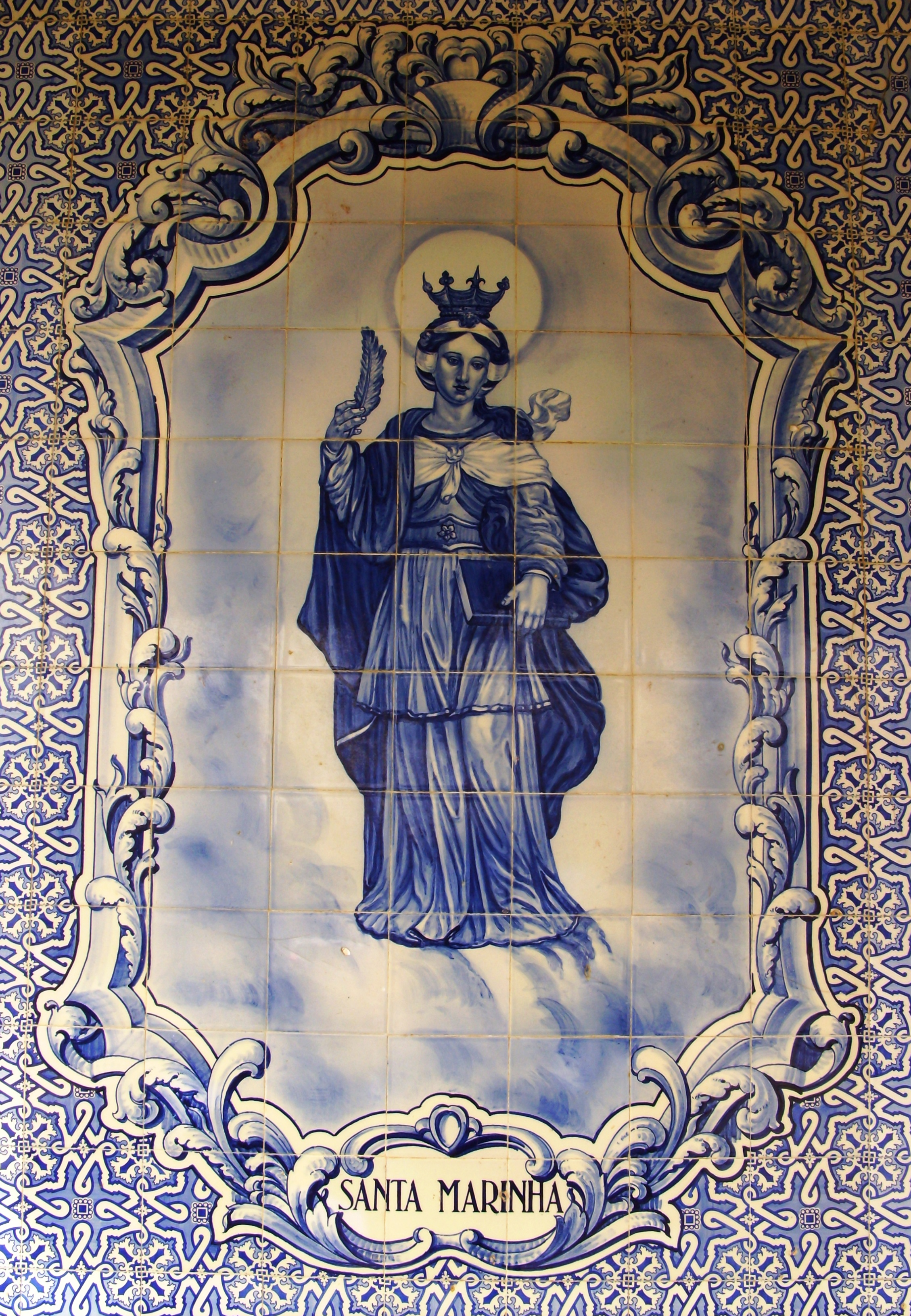
Capela de N. Sra. da Nazaré: Santa Marinha.

A Capela de Nossa Senhora da Nazaré de Cortegaça, também referida como Capela de Santa Marinha, localiza-se na praia de Cortegaça, na vila e na freguesia de Cortegaça, no Município de Ovar, Distrito de Aveiro, em Portugal.
Aqui se realiza a principal festa religiosa da vila, anualmente no primeiro domingo de setembro.

## História

### O primitivo templo
A "Memória" do padre Pedro Paulo Salgado da Silva, datada de 1858 não refere este templo. O "Mapa do Reino" de 1870 localiza na chamada "Praia Velha" os "palheiros" de Cortegaça e de Maceda, sendo que aqui trabalhavam duas campanhas de arrasto. Para atender esta população dedicada à pesca, foi primitivamente erguida uma capela, sob a invocação de Nossa Senhora da Nazaré, onde anualmente se realizava procissão, missa de festa e sermão. Tinha as dimensões de 7,10 m por 4,80 m, e uma pequena sacristia erguida pelo lado sul, com 3,80 m por 2,50 m. Internamente possuía apenas um altar-nicho com a imagem da padroeira. Gravada no cálice que chegou aos nossos dias, a inscrição "Nossa Senhora de Nazaré de Cortegaça, 1877", testemunha que o templo estaria aberto nesta época. Posteriormente foi lhe acrescentado um alpendre diante da fachada principal (a oeste), para que os romeiros se abrigassem nos dias de festa, em Setembro, período de aguaceiros na região.
De acordo com o "Inventário de Bens da Capela de Nossa Senhora da Nazaré", datado de 11 de agosto de 1911, além da sacristia e do alpendre, a primitiva capela contava em seu interior com um coro e um púlpito de madeira.
Abandonada por volta de 1932, quando a nova capela já se considerava "erecta" e recebeu a imagem da Senhora da Nazaré, as suas ruínas foram recobertas pela areia das dunas e, posteriormente a descoberto, viriam a ser destruídas pela erosão marinha.

### O atual templo
No início da década de 1930, com a mudança para a chamada "Praia Nova", foi erguida a atual capela, por iniciativa do então abade de Cortegaça, padre José Maria Francisco dos Santos. Foi erguida em um terreno na avenida central, pelo mestre de obras Manuel da Rita, ao qual se acrescentou, posteriormente, uma parcela de terreno doada por Florindo Marques Cantinho, que permitiu alargar o primitivo arraial. Este doador fez erguer ainda, às suas expensas, uma nova sacristia, pelo lado oeste. A licença foi requerida em 27 de agosto de 1931, sendo as obras concluídas em agosto de 1934, ano em que foi inaugurada solenemente, tendo lugar a primeira realização das chamadas "Festas do Mar".
Em 1964 , por iniciativa de Norberto Costa, a fachada recebeu dois painéis de azulejos, onde estavam retratadas a Santa Marinha (padroeira de Cortegaça) e a Nossa Senhora da Nazaré (a quem o templo é dedicado). A capela foi coberta por azulejos na fachada em 1970, tendo o mesmo doador feito erguer o atual alpendre, para abrigo dos fiéis.
Posteriormente, uma comissão organizada e constituída por moradores promoveu uma angariação de fundos para revestir a totalidade da capela com azulejos, obra que foi concluída em 1977. Atualmente, os azulejos já não se encontram no templo, dado terem sido retirados para colocação de um outro revestimento.
A imagem de Nossa Senhora de Nazaré, transladada da primitiva capela em 1932 sai anualmente em procissão na "Festa do Mar".